# 3e armée (Italie)
Pour les articles homonymes, voir 3e armée.
La 3e armée italienne (en italien: 3ª Armata) était une grande unité de l'armée royale italienne (Regio Esercito), puis de l'armée italienne (Esercito Italiano).

## Historique

### Première Guerre mondiale
Les origines de la grande unité remontent au Commandement désigné de la 3e armée établi à Florence en août 1914, sous les ordres du lieutenant général (tenente generale) Luigi Zuccari.
Le 24 mai 1915, lors de l'entrée de l'Italie dans la Première Guerre mondiale, la 3e armée est affectée aux zones d'opérations de Karst et de Trieste. Après la destitution de Luigi Zuccari, le commandement de l'armée fut confié d'abord au général Vincenzo Garioni, puis au général Emanuele Filiberto di Savoia-Aosta, et sous les dépendances de la Grande Unité furent placés le VIe corps d'armée sous le commandement du général Carlo Ruelle, le VIIe corps d'armée sous le commandement du général Vincenzo Garioni et le XIe corps d'armée dirigé par le général Giorgio Cigliana.
Le quartier général du commandement, dans la zone de guerre, était, pendant une période, à Cervignano del Friuli. La tâche de la 3e armée était de mener des opérations pour repousser l'armée austro-hongroise qui tentait d'entrer par l'est.
La 3e armée a été engagée dans toutes les batailles de l'Isonzo de juin 1915 à la fin de l'été 1917, sur le front du Karst, subissant des pertes énormes, la propagande de l'époque la surnomme "invitta" car bien que les résultats des batailles aient été peu concluants ou marginaux, l'armée n'a jamais été directement vaincue au combat.
Les quatre premières batailles se déroulent entre juin et décembre 1915 et sont caractérisées par les principes classiques de la guerre de position, atteignant des objectifs territoriaux de peu d'importance, mais progressivement, à partir de ce moment-là, l'Empire des Habsbourg commence à envoyer de plus en plus de forces sur le front italien.
En particulier, les première et deuxième batailles de l'Isonzo constituaient une tentative de contrer les manœuvres allemandes sur le front oriental, tandis que les troisième et quatrième batailles avaient pour but de faciliter les manœuvres des Empires centraux sur la Serbie.
En 1916, entre le 11 et le 19 mars, a lieu la cinquième bataille, au cours de laquelle l'offensive italienne est repoussée, mais la menace de la Strafexpedition autrichienne dans le Trentin oblige le général Luigi Cadorna à déplacer un demi-million de soldats du Karst vers le Trentin, ce qui entraîne l'arrêt complet des combats sur l'Isonzo. Près de Gorizia, les escarmouches entre les deux armées se poursuivent pendant des mois. Le 29 juin 1916, il y a eu la première attaque austro-hongroise au gaz de combat. Pris dans leur sommeil sur les lignes du Monte San Michele, 2 700 Italiens des brigades de Regina et de Brescia sont morts et environ 4 000 ont été gravement empoisonnés. Les soldats italiens du XIe corps d'armée du général Giorgio Cigliana parviennent à arrêter l'ennemi,. Avec la fin de l'offensive autrichienne dans le Trentin à la fin du mois de juin, Cadorna reprend l'initiative et entre le 27 juillet et le 4 août, il déplace des hommes et des véhicules du Trentin à l'Isonzo, attaquant les Autrichiens par surprise, dont les forces dans ce secteur étaient relativement maigres, et la sixième bataille de l'Isonzo, qui se déroule du 6 au 17 août, permet de conquérir Gorizia, avec la contribution fondamentale de la 3e armée, grâce surtout aux premiers succès sur le Monte Sabotino au nord-est et le Monte San Michele au sud-ouest, qui provoquent l'effondrement de la ligne défensive austro-hongroise.
L'effondrement du front à l'est de Gorizia, conduit à la septième bataille de l'Isonzo livrée entre le 14 et le 16 septembre où le général Cadorna fait mettre en œuvre la tactique des " spallate ", des attaques énergiques et de courte durée sur un front limité. La 3e armée italienne, dont dépend le 1er groupe aérien du service aéronautique de l'armée royale, doit percer les hauteurs de Fajti (cote 432) en direction du mont Tersteli, puis attaquer Trieste. Les Italiens parviennent à peine à capturer quelques tranchées et une forteresse près de Merna.
Elle fut suivie de la huitième bataille de l'Isonzo entre le 10 et le 12 octobre 1916 dans la zone de Doberdò, à l'est de Monfalcone, au cours de laquelle l'offensive italienne fut repoussée, et de la neuvième bataille de l'Isonzo entre le 31 octobre et le 4 novembre 1916 au cours de laquelle les troupes italiennes avancèrent de quelques kilomètres. Les deux batailles s'inscrivent dans le schéma des interventions d'attrition qui ne gagnent pas de terrain et coûtent la vie à de nombreux soldats des deux côtés.
À la fin du printemps 1917, entre le 12 mai et le 7 juin, se déroule la dixième bataille de l'Isonzo, dont l'objectif est de rompre le front pour atteindre Trieste. La bataille dépasse de loin les neuf batailles précédentes en termes d'effort de guerre et de pertes, mais ne permet pas de réaliser une percée finale.
La onzième bataille qui s'ensuit, livrée entre le 17 août et le 15 septembre, dans laquelle la 2e armée est massivement engagée, permet une pénétration de 10 kilomètres dans les défenses ennemies, mais entraîne de nombreuses pertes parmi les troupes italiennes, qui conquièrent Bainsizza, Monte Santo et Monte San Gabriele, mais le Monte Hermada s'avère imprenable, stoppant ainsi l'offensive italienne qui, si elle avait bénéficié d'un plus grand élan, aurait permis l'effondrement des forces des Habsbourg. À la fin de la bataille, cependant, les Autrichiens ne disposaient que de 24 divisions, contre 51 pour les Italiens, et c'est cette grave situation qui convaincra les Allemands, alliés de l'Empire austro-hongrois, de concentrer leurs efforts sur le front italien après s'être débarrassés du front russe et avoir écarté le danger désormais imminent sur Trieste, en repoussant les Italiens au-delà de la frontière de l'Isonzo.
La douzième et dernière bataille de l'Isonzo, prélude à la défaite de Caporetto, au cours de laquelle la 3e armée n'est pas affectée par la percée du front, car elle a lieu dans la zone de responsabilité de la 2e armée, commence le 24 octobre. Après un bombardement d'artillerie de six heures, l'attaque austro-germanique pénètre immédiatement en profondeur. Les troupes allemandes écrasent les défenses italiennes et, progressant rapidement dans le fond de la vallée, atteignent Caporetto le même jour. Le 26 octobre, le massif montagneux Učka tombe, sur lequel Cadorna compte comme le point crucial d'une défense de deuxième ligne; le même jour, le gros du Regio Esercito Italiano (armée royale italienne) risque d'être anéanti, si bien qu'aux premières heures du 27 octobre, l'ordre final de retraite est donné. Les combats se poursuivent presque jusqu'à la mi-novembre, se déplaçant de l'Isonzo au Tagliamento, puis au Piave.
Après la défaite de Caporetto, alors qu'elle n'avait jamais été vaincue, la 3e armée a dû se replier avec les autres grandes unités sur la ligne du Piave.
Il semblait, après la défaite de Caporetto et le renvoi consécutif du général Cadorna, qu'Emanuele Filiberto devait être nommé commandant de l'armée royale jusqu'à la fin des hostilités, mais contre toute attente, Victor Emmanuel III décida de nommer le général Armando Diaz. Ce choix, semble-t-il, a été fait par le roi de l'époque, pour garder dans l'ombre son cousin devenu populaire grâce aux exploits de la 3e armée tout au long du conflit.
En 1918, la 3e armée a participé à la bataille du Solstice et à la bataille décisive de Vittorio Veneto. À partir du 5 septembre 1918, il reçoit le Gruppo speciale Aviazione I (groupe d'aviation spéciale I) jusqu'au 21 novembre.
Après la victoire italienne dans la Première Guerre mondiale, le commandement désigné de la 3e armée a été dissous à Trieste en juillet 1919.

### Seconde Guerre mondiale
La 3e armée a été reconstituée le 6 juin 1940 avec son quartier général à Trieste et le général Carlo Geloso a été nommé pour la commander.
De juin à décembre 1940, la 3e armée et ses unités dépendantes étaient destinées à garnir les territoires du sud de l'Italie (Pouilles-Calabre), du Latium (Civitavecchia-Tivoli) et des deux îles principales, la Sicile et la Sardaigne. Encadré dans le groupe d'armées sud, il était initialement formé par le IXe corps d'armée de Bari, composé de la 29e division d'infanterie "Piemonte", déployée en Sicile, de la 48e division d'infanterie "Taro", qui se déplaçait de la Calabre au Latium, et de la 47e division d'infanterie "Bari" dans la région de Bari. Après avoir reçu la 51e division d'infanterie "Sienne" de la 7e armée le 16 juillet, elle cède la division "Piémont" au XIIe corps d'armée. Ensuite, le 1er septembre, le XIIIe corps d'armée, stationné en Sicile, le 3e Commandement d'armée, qui n'a jamais pris part à de véritables opérations militaires au cours de la Seconde Guerre mondiale, est dissous le 20 décembre 1940.

### Armée italienne (Esercito Italiano)
Dans la période d'après-guerre, le commandement opérationnel désigné de la 3e armée a été reconstitué par l'armée italienne (Esercito Italiano) en 1952 à Padoue sous le nom de "Nucleo Comando di Mobilitazione" et a été dissous en 1972. Le commandement opérationnel désigné de la 3e armée était basé au Palazzo Camerini, connu sous le nom de Palazzo di Pietro Bembo, et depuis 1956, il est également utilisé comme musée dans le but de rendre hommage aux morts de la guerre et de mettre à la disposition de la recherche historiographique les témoignages historiques de la Première Guerre mondiale, avec une riche documentation, y compris des photographies, dans le secteur du Karst et du bas Piave où la 3e arméeétait engagée.
En tant que membre fondateur de l'OTAN, l'Italie était tenue d'affecter un contingent de ses forces militaires au commandement militaire intégré de l'OTAN en cas de guerre. Alors que les unités opérationnelles de  l'Aeronautica Militare Italiana (armée de l'air italienne) auraient rejoint la 5e force aérienne tactique alliée de l'OTAN à Vicence, l'armée de terre italienne aurait rejoint les forces terrestres alliées du sud de l'Europe (Allied Land Forces Southern Europe ou LANDSOUTH) à Vérone. Toutefois, comme les tensions entre l'Italie et la Yougoslavie au sujet du territoire libre de Trieste étaient fortes après la Seconde Guerre mondiale et que la Yougoslavie n'était pas membre du Pacte de Varsovie, un conflit entre les deux pays n'aurait probablement pas impliqué l'OTAN. Par conséquent, le 1er mai 1952, l'armée italienne réactive la 3e armée à Padoue afin de pouvoir agir en dehors de la chaîne de commandement de l'OTAN en cas de déclenchement d'un conflit entre l'Italie et la Yougoslavie. La 3e armée duplique les fonctions de LANDSOUTH avec un personnel entièrement italien. Afin de ne pas violer le commandement militaire intégré de l'OTAN, l'Italie a décrit la 3e armée dans tous les documents officiels comme "le commandement désigné de la 3e armée" et ne lui a pas affecté d'unités de combat en temps de paix.
En cas de guerre, la 3e armée aurait pu disposer du Ve corps d'armée Vittorio Veneto et du commandement des troupes Carnia-Cadore du IVe corps d'armée alpin; ce dernier commandement avait été spécialement créé pour pouvoir diviser la zone d'opérations du IVe corps d'armée alpin en cas de guerre avec la Yougoslavie. Les renforts de la 3e armée devaient provenir du IIIe corps d'armée à Milan et du VIe corps d'armée à Bologne.

#### Ordre de bataille
Au moment de sa création, elle disposait, en cas de mobilisation, des grandes unités suivantes:
- IIIe corps d'armée basé à Milan
  - Divisione fanteria motorizzata "Legnano" (Bergame)
  - Divisione fanteria "Cremona" (Turin)
  - Brigata alpina "Taurinense" (Torino)
  - Troupes du corps d'armée

- IVe corps d'armée (Bolzano)
  - Divisione corazzata "Centauro" (Verone)
  - Brigata alpina "Orobica" (Merano BZ)
  - Brigata alpina "Tridentina" (Bressanone BZ)
  - Troupes du corps d'armée

- Commandement des troupes Carnia-Cadore (Belluno)
  - Brigata alpina "Cadore" (Belluno)
  - Brigata alpina "Julia" (Cividale del Friuli)
  - Troupes du Commandement

- Ve corps d'armée (Udine)
  - Divisione corazzata "Ariete" (Pordenone)
  - Divisione fanteria motorizzata "Folgore" (Trévise)
  - Divisione fanteria "Mantova" (Gorizia)
  - Secteur des forces de Lagune (Venise)
  - Troupes du corps d'armée

- VIe corps d'armée (Bologne)
  - Divisione fanteria "Trieste" (Bologne)
  - Divisione fanteria "Friuli" (Florence)

En 1962, le commandement de l'artillerie antiaérienne a été créé et rattaché à la 3e armée, et au milieu des années 1960, les grandes unités suivantes lui étaient rattachées en cas de mobilisation:
- IIIe corps d'armée basé à Milan
  - Divisione corazzata "Centauro" (Novara)
  - Divisione fanteria motorizzata "Legnano" (Bergame)
  - Divisione fanteria "Cremona" (Turin)
  - Brigata alpina "Taurinense" (Turin)
  - Troupes du corps d'armée

- IVe corps d'armée (Bolzano)
  - Brigata alpina "Orobica" (Merano)
  - Brigata alpina "Tridentina" (Bressanone)
  - Comando Truppe Carnia-Cadore (Belluno)
    - Brigata alpina "Cadore" (Belluno)
    - Brigata alpina "Julia" (Cividale del Friuli)
    - Troupes du Commandement

  - Troupes du corps d'armée

- Ve corps d'armée (Udine)
  - Divisione corazzata "Ariete" (Pordenone)
  - Divisione fanteria motorizzata "Folgore" (Trévise)
  - Divisione fanteria "Mantova" (Gorizia)
  - Comando "Truppe Trieste" (Trieste)
  - Brigata cavalleria "Pozzuolo del Friuli" (Gorizia)
  - III Brigata Missili
  - Troupes du corps d'armée

- VIe corps d'armée (Bologne)
  - Brigata fanteria "Trieste" (Bologne)
  - Brigata fanteria "Friuli" (Florence)
  - I Brigata paracadutisti (Pise)
  - Troupes du corps d'armée

- Commandement de l'artillerie antiaérienne (Bologne)

#### Dissolution
Avec l'apaisement des tensions entre l'Italie et la Yougoslavie, qui aboutit à la division du territoire libre de Trieste, ratifiée ultérieurement par le traité d'Osimo en 1975, la 3e armée est dissoute avec le VIe corps le 1er avril 1972. Avec la réforme de l'armée italienne de 1975, les dernières traces de l'existence de la 3e armée sont éliminées: le commandement des troupes de Carnia-Cadore est dissous et les unités de soutien qui appuyaient le commandement désigné de la 3e armée sont réaffectées ou dissoutes. En outre, l'armée italienne a considérablement réduit ses forces dans la région du Frioul-Vénétie Julienne, le long de la frontière yougoslavo-italienne: dix-sept commandements régimentaires et vingt-huit bataillons ont été dissous et six autres commandements régimentaires ont été transformés en commandements de brigade. Au total, environ un tiers du personnel d'avant la réforme a été retiré de la région du Frioul-Vénétie Julienne, en signe de détente envers la Yougoslavie.
Avec la dissolution du commandement désigné de la 3e armée, le commandement de l'artillerie antiaérienne de l'armée de terre a repris le siège du Palazzo Camerini, qui est chargé de gérer le musée historique de la 3e armée, même après le transfert du commandement de l'artillerie antiaérienne à Sabaudia dans la province de Latina en 2009.

## Sources
- (it) Cet article est partiellement ou en totalité issu de l’article de Wikipédia en italien intitulé « 3ª Armata (Regio Esercito) » (voir la liste des auteurs).

- (it) Cet article est partiellement ou en totalité issu de l’article de Wikipédia en italien intitulé « 3ª Armata (Esercito Italiano) » (voir la liste des auteurs).